# Голова Христа (Корреджо)
Голова Христа — картина, виконана олійною технікою, написана італійським художником епохи Відродження Антоніо да Корреджо, датується 1521 роком. На ній зображено голову Ісуса Христа з терновим вінком. На задньому фоні — біле полотнище, яке свідчить про те, що зображення представляє вуаль Вероніки. Голові Христа надається об'єм через чергування світлих і темних тіней. Картина знаходиться в музеї Дж. Пола Гетті в Лос-Анджелесі. Корреджо був відомий тим, що створив одні з найрозкішніших релігійних картин того періоду. Музей Гетті вважає цей витвір мистецтва одним із найбільших шедеврів живопису, які зберігаються у музеї.

## Картина
Картина невеликого розміру, ймовірно, призначена для приватної побожності, яка зображує голову Христа, увінчаного терном, у напівпрофіль, повернутого головою до глядача. При створенні картини автор використовував техніку альтернативного світла й тіні; техніка світлотіні використовується художником для виділення лінії носа, вилиць і шиї. Все це, однак, пом'якшується приглушеними тонами, які він використовував при зображенні кольору тіла. Сильні тіні та скульптурна обробка голови роблять це одним із найбільш помітних зображень на вуалі Вероніки. За легендою, Христос, несучи хрест, спіткнувся по дорозі на Голгофу. Вероніка зняла свою вуаль і витерла нею його обличчя. Риси Христа були чудесним чином відбиті на її вуалі.
На початку 1520-х років Корреджо особливо зацікавився вивченням релігійних персонажів. У Христа злегка розкриті губи, ніби він хоче звернутися до глядача. Він дивиться на глядачів, ніби благаючи їх про милість. За словами мистецтвознавця Джона Ширмана, такий вид зображення є типовим прикладом «транзитивної роботи», тобто роботи, яка вимагає емоційної участі глядача і яка може бути завершена лише через перебування у фізичній присутності зображення.